# Canederli
I canéderli (in tedesco Semmelknödel) sono degli Knödel (grossi gnocchi) composti da un impasto a composizione variabile a base di pane raffermo. 
Primo piatto tipico della cucina mitteleuropea, fa parte della cucina trentina, altoatesina, lombarda e tedesca sudorientale, oltre che di quella austriaca, ceca, slovacca, ungherese e polacca.

## Etimologia
I termini canederlo e canederli sono germanismi, ovvero un adattamento dialettale del termine tedesco knödel.

## Storia
Una prima rappresentazione dei canederli si trova in un affresco nella cappella di castel d'Appiano risalente attorno al 1180.

## Preparazione

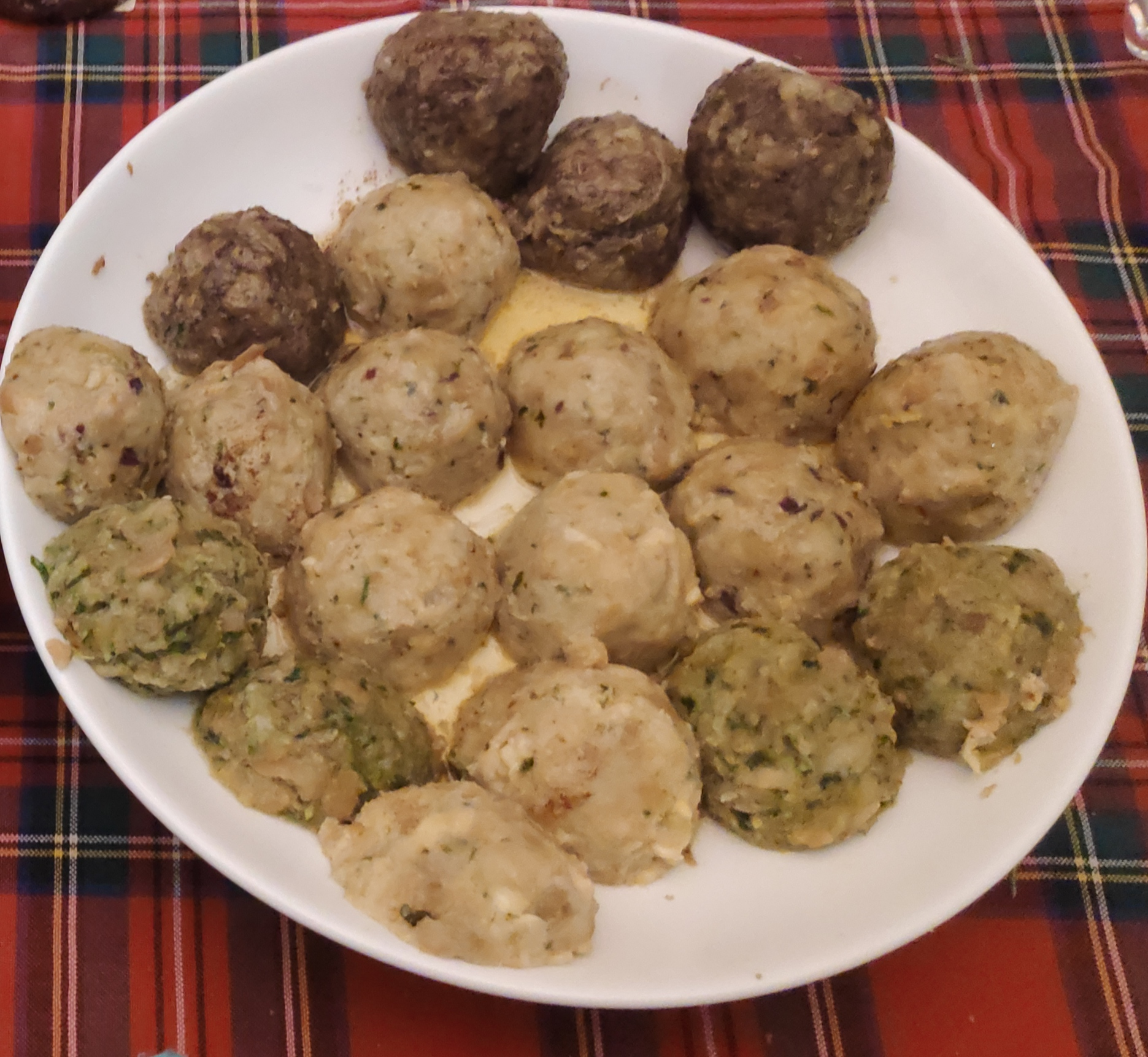
Canederli a vari gusti

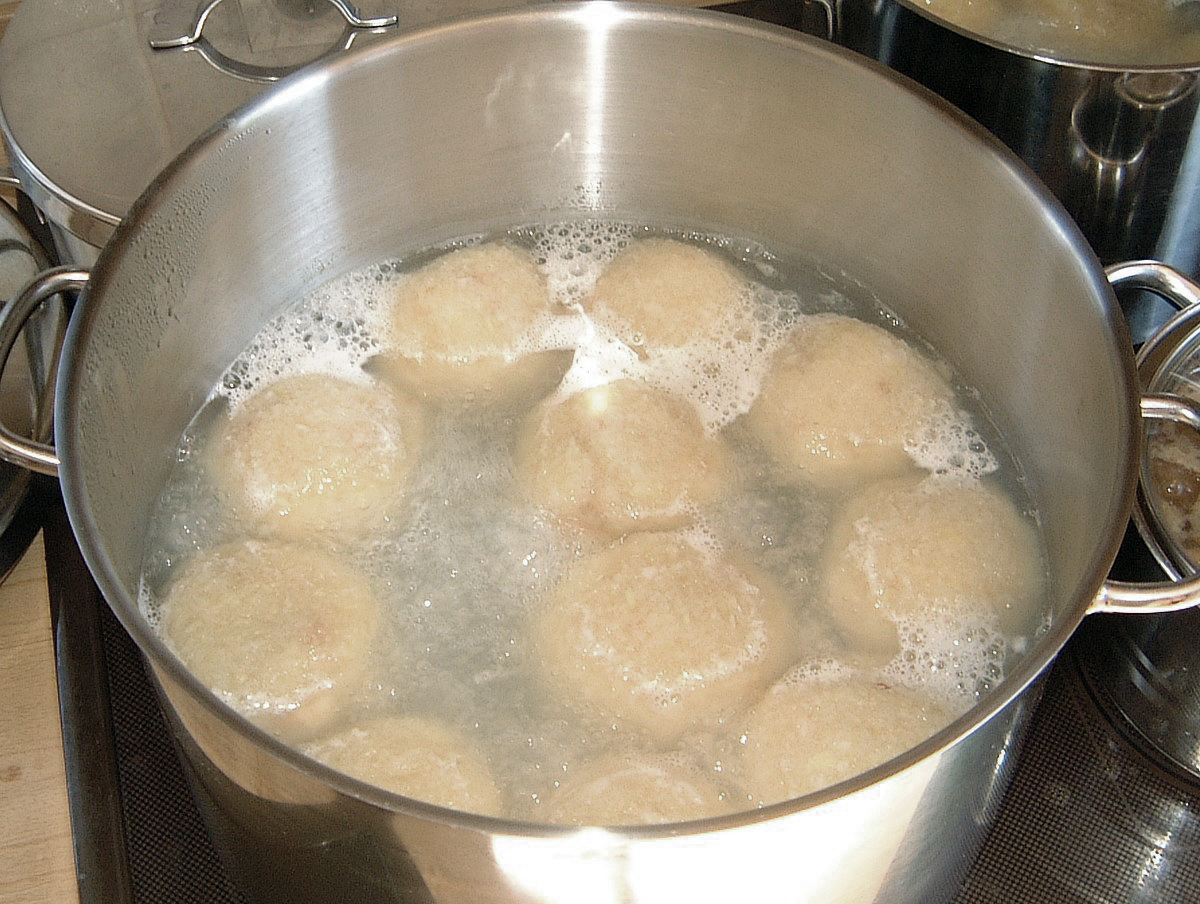
La cottura dei canederli

L'impasto è composto generalmente da cubetti di pane raffermo, latte e uova (ma esistono varianti che, al posto del pane, prevedono polenta di grano saraceno), solitamente insaporito con l'aggiunta di speck (o pancetta) (Speckknödel) oppure formaggio (Käseknödel), spinaci o fegato, con prezzemolo e farina. 
Dall'impasto di tutti gli ingredienti vengono modellate delle "palline" di circa 4–6 cm di diametro (il formaggio, nella misura di un cubetto, può essere posto nel cuore del canederlo), che sono poi cotte in acqua salata. 
Possono essere serviti con il brodo di cottura o anche "asciutti", con il burro fuso scuro. 
Tipiche pietanze per accompagnare i canederli in versione "asciutta" sono: spezzatino ungherese (gulasch), crauti, verza cruda e cicoria selvatica.
Si tratta di un piatto la cui ricetta è molto antica, e che nella cucina contadina permetteva il riciclo del cibo avanzato, in particolare del pane ritenuto ormai inadatto al normale consumo.